# یواس‌اس پوبلو (ای‌جی‌ئی‌آر-۲)
یواس‌اس پوبلو (ای‌جی‌ئی‌آر-۲) (به انگلیسی: USS Pueblo (AGER-2)) یک کشتی است که طول آن 177 ft (53.9 m) می‌باشد. این کشتی در سال ۱۹۴۴ ساخته شد. این کشتی در سال ۱۹۶۸ به تصرف کره شمالی در آمد.